# Hans Schwaier
Hans Schwaier, né le 24 mars 1964 à Mindelheim, est un ancien joueur de tennis professionnel allemand.

## Biographie
Il a joué dans l'équipe d'Allemagne de Coupe Davis en 1984 et 1985.

## Palmarès

### Finale en simple (1)
| No | Date       | Nom et lieu du tournoi | Catégorie | Dotation  | Surface      | Vainqueur      | Score    |  |
| -- | ---------- | ---------------------- | --------- | --------- | ------------ | -------------- | -------- |  |
| 1  | 06-05-1985 | BMW Open, Munich       |           | 100 000 $ | Terre (ext.) | Joakim Nyström | 6-1, 6-0 |  |